# Ocellus (Petrologie)

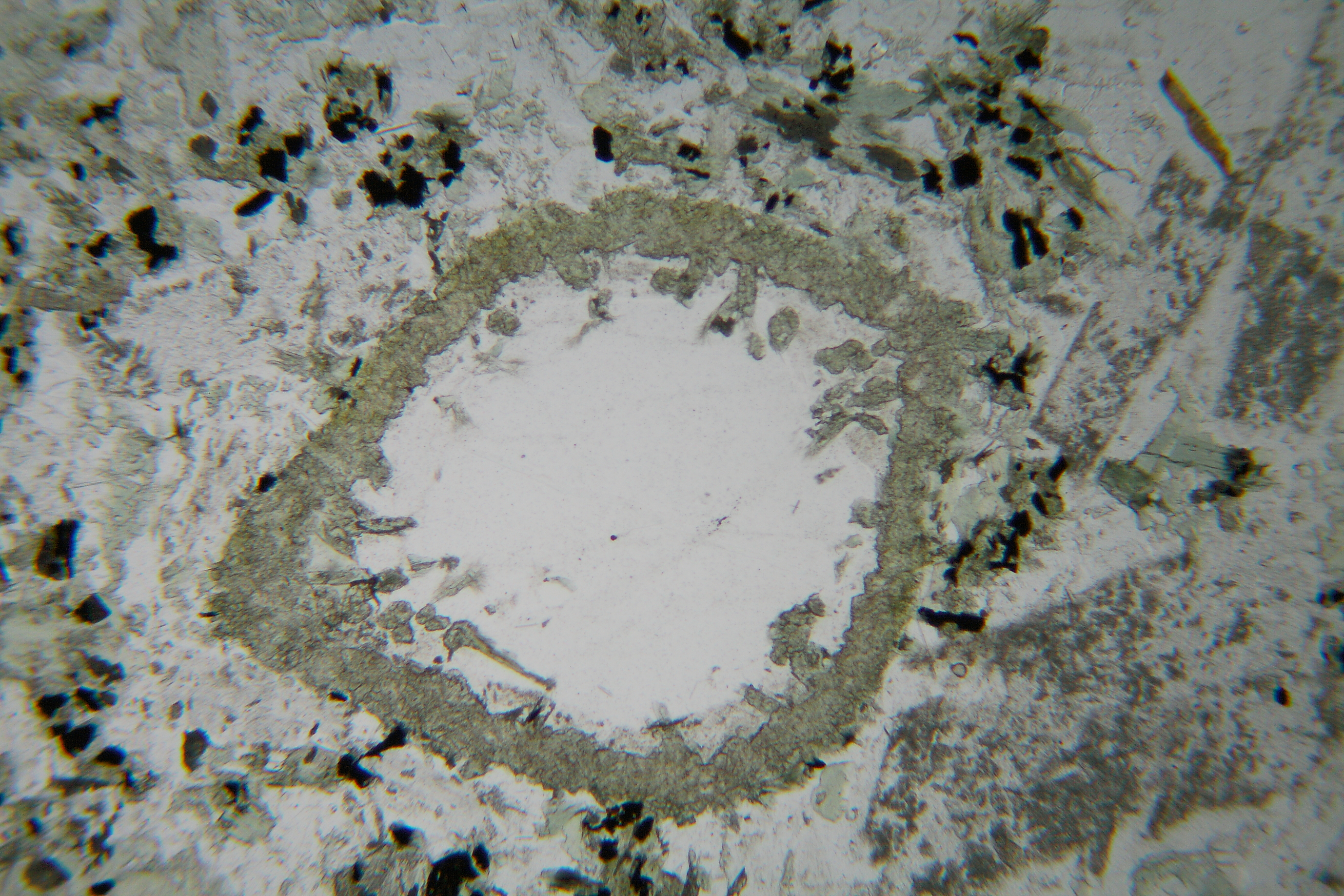
Ocellus (von Amphibol ummantelter Quarz) in alteriertem Granodiorit (Dünnschliff)

Als Ocellus (lat. „Äuglein“, Mehrzahl Ocelli bzw. Ocellen) werden in der Petrologie augenförmige, ovoide oder rundliche Strukturen bezeichnet, die sich in ihrem Mineralbestand und ihrer Textur stark vom umgebenden Wirtsgestein unterscheiden. Sie sollten nicht mit ähnlich aussehenden Mandeln, Augen, Porphyroblasten bzw. Porphyroklasten verwechselt werden.

## Unterscheidende Kriterien und Synonyme

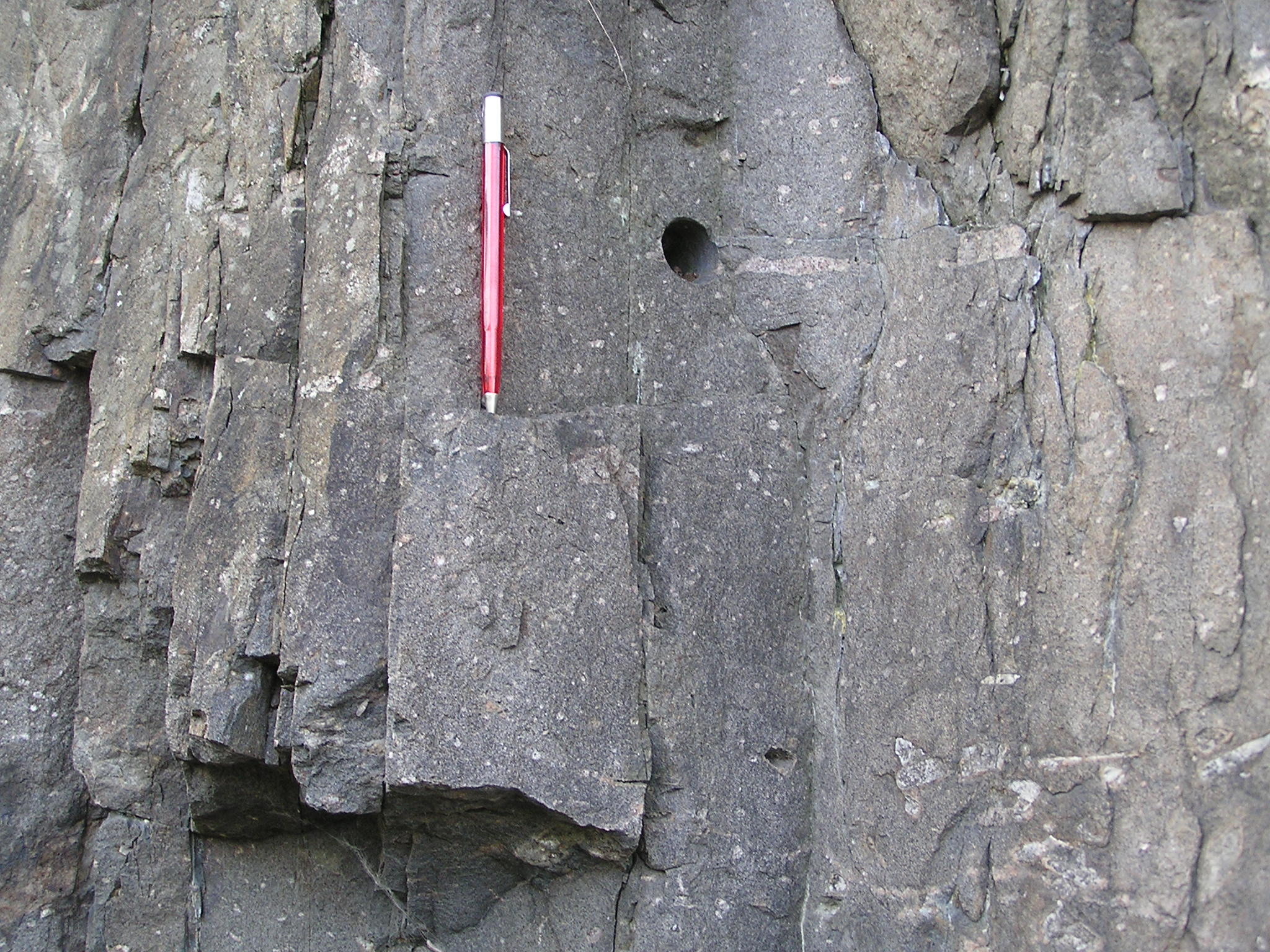
Monchiquit-Lagergang mit verschiedenen Ocelliformen, Sainte-Dorothée, Québec, Kanada

Ocelli sind an magmatische Gesteine gebunden und sind daher aufgrund ihrer Entstehungsweise von den metamorphen Texturen wie Augen, Porphyroblasten und Porphyroklasten abzutrennen. Gegenüber den Mandeln der Vulkanite unterscheiden sie sich meist anhand ihrer Mineralfüllung und den mehr fließenden Übergang zum Wirtsgestein. Mandeln bestehen meist aus Achat, Calcit, Quarz oder Zeolithen, wohingegen Ocelli meist aus gewöhnlichen magmatischen Gesteinsmineralen wie beispielsweise Amphibol, Epidot, Kalifeldspat, Quarz, Plagioklas, Titanit  oder auch Glas aufgebaut werden.
Von manchen Autoren wird auch der Begriff „Globulite“ oder „Globuide“ (englisch „globules“) in demselben Sinne verwendet.

## Vorkommen
Ocelli kommen in meso- bis melanokraten Magmatiten wie beispielsweise Quarzdiorit, Diorit und Gabbro vor. In lamprophyrischen Ganggesteinen sind sie sehr häufig.

## Entstehung
Die Entstehung der Ocelli ist noch nicht restlos geklärt, es werden aber meist zwei Hypothesen diskutiert:
- Unmischbarkeit zweier in einer Magmakammer zusammenkommender, unterschiedlicher Magmentypen, bzw. Entmischung eines Stammmagmas in zwei unmischbare Teilmagmen (etwa bei Abkühlung)
- Relikte, nicht assimilierte Fremdgesteinsreste oder Fremdkristalle (Xenolithe)

## Kritik am Begriff
Aufgrund des Umstandes, dass der Begriff in seiner vorliegenden Fassung mindestens zwei genetisch unterschiedliche Entstehungsmöglichkeiten umfasst, wurde in der Literatur schon vorgeschlagen, auf seine Verwendung ganz zu verzichten. Auch in den Empfehlungen der International Union of Geological Sciences zur Nomenklatur magmatischer Gesteine findet man den Begriff nicht.

## Praktische Bedeutung
Das Vorkommen derartiger Strukturen in basaltischen Gesteinen wird für das Auftreten des Sonnenbrennerphänomens verantwortlich gemacht.